# Poromya leonina
Poromya leonina är en musselart som först beskrevs av Dall 1916.  Poromya leonina ingår i släktet Poromya och familjen Poromyidae. Inga underarter finns listade i Catalogue of Life.